# Marcellus (usurpateur)
Pour les articles homonymes, voir Marcellus.
Marcellus, mort en 366, est un général de l'armée romaine du Bas-Empire, partisan de l'usurpateur Procope et usurpateur lui-même pendant une courte période.
Il vit à l'époque des empereurs Constantin (r. 310-337), Constance II (r. 337-361), Julien (r. 361-363) et Jovien (r. 363-364), tous de la dynastie des Constantiniens, et au début de celle des Valentiniens, sous les  co-empereurs Valentinien Ier (r. 364-375) et Valens (r. 364-378).

## Biographie

### L'usurpation de Marcellus
Il existe deux versions de l'histoire de son usurpation, la première d'Ammien Marcellin, contemporain de Marcellus, la seconde de Zosime, historien du début du VIe siècle.

#### Version d'Ammien Marcellin
Ammien Marcellin souligne le fait que Marcellus faisait partie de la famille de Procope (un membre de la dynastie constantinienne). En 365 Procope s'est rebellé contre l'empereur Valens, prenant ainsi le pouvoir ; Marcellus est devenu son protecteur et était en relation avec la défense de Nicée. Quand Procope a été tué, en 366, Marcellus tua Serenianus, un cruel général de Valens qui a été capturé par Procope à Cyzique, et ensuite conquit la Chalcédoine.
Procope avait basé son usurpation sur son lien avec la famille constantinienne et sur le support de certains peuples barbares ; Marcellus essaya d'exploiter son propre lien avec Procope et de consolider une alliance avec les tribus gotiques, et se proclama lui-même empereur, mais son règne fut court. Le magister militum de Valens, Equitius, apprit la mort de Procope puis attaqua Marcellus, et le captura. Après quelques jours, Marcellus et quelques partisans à lui furent mis à mort.

#### Version de Zosime
D'après Zosime, Marcellus a été envoyé par Procope de Constantinople vers la Bithynie, afin de contrer l'unité de cavalerie sous le commandement de Serenianus et loyale à Valens. Serenianus occupait Cyzique, mais Marcellus organisa un siège de la cité et la prit, forçant Serenianus à fuir ; après une courte poursuite en Lydie, Marcellus le tua.
Après la mort de Procope, Valens captura Marcellus. D'après Zosime et Jean Ier d'Antioche, Marcellus était suspecté de planifier une usurpation car il a été trouvé avec les regalia de Procope ; par conséquent Valens ordonna sa mort, celle de sa famille et de ses partisans.

#### Sources antiques
- Ammien Marcellin, Res Gestae, livre XXVI, chap. v. [Lire en ligne, trad. sous la direction de M. Nisard, Paris Firmin Didot, 1860 (page consultée le 22 juillet 2025)]
- Jean Ier d'Antioche, fr. 184.2
- Zosime, New History, iv.6.3—5, iv.8.3—4.

#### Livres et articles
- Thomas Banchich, « Marcellus (366 A.D.) », De Imperatoribus Romanis « https://www.roman-emperors.org/marcell.htm »(Archive.org • Wikiwix • Archive.is • Google • Que faire ?)
- Arnold Hugh Martin Jones, John Robert Martindale et John Morris, Prosopography of the Later Roman Empire, Cambridge, Presses de l'université, 1992,  (ISBN 0521072336), p. 551.